# Замкнута опукла функція
Функцію {\displaystyle f:\mathbb {R} ^{n}\rightarrow \mathbb {R} } називають замкнутою, якщо для кожного {\displaystyle \alpha \in \mathbb {R} }, підрівнева множина
{\displaystyle \{x\in {\mbox{dom}}f\vert f(x)\leq \alpha \}}
це замкнута множина.
Тотожно, якщо надграфік визначений через
{\displaystyle {\mbox{epi}}f=\{(x,t)\in \mathbb {R} ^{n+1}\vert x\in {\mbox{dom}}f,\;f(x)\leq t\}}
замкнутий, тоді функція {\displaystyle f} замкнута.
Це визначення правильне для всіх функцій, але найуживаніше для опуклих функцій.

## Властивості
- Якщо {\displaystyle f:\mathbb {R} ^{n}\rightarrow \mathbb {R} } це неперервна функція і {\displaystyle {\mbox{dom}}f} замкнута, тоді {\displaystyle f} замкнута.
- Якщо {\displaystyle f:\mathbb {R} ^{n}\rightarrow \mathbb {R} } це неперервна функція і {\displaystyle {\mbox{dom}}f} відкрита, тоді {\displaystyle f} закрита тоді й лише тоді, коли вона збігається до {\displaystyle \infty } уздовж кожної послідовності, яка збігається до межової точки {\displaystyle {\mbox{dom}}f}.[1]